# Parafia Świętych Apostołów Piotra i Pawła w Obrazowie
Parafia Świętych Apostołów Piotra i Pawła w Obrazowie – parafia rzymskokatolicka znajdująca się w diecezji sandomierskiej w dekanacie Klimontów. 
Parafia została erygowana przed 1326. Jest prowadzona przez księży diecezjalnych.
Około 1531 r. na miejscu dawnego drewnianego kościoła zbudowano kolejny kościół również z drewna. Obecny murowany kościół parafialny powstał w latach 1760-1782. Kościół wystawił prawie własnym kosztem miejscowy proboszcz ks. Andrzej Potocki. Jego następcy ks. Głogowski i pochodzący z parafii w Żurawicy ksiądz Józef Olechowski dokończyli budowę. Kościół został poświęcony w 1804 przez biskupa sufragana lubelskiego Jana Lenczewskiego. Kościół jest zbudowany w stylu barokowym, z kamienia i cegły palonej, orientowany, odnowiony wewnątrz w 1992.
Parafia posiada akta parafialne od 1742 r.
Do parafii należą wierni z miejscowości: Dębiany, Głazów, Komorna, Lenarczyce, Łojowice, Malice, Obrazów, Rożki, Węgrce, Wierzbiny i Żurawica.

## Obiekty sakralne
- Kościół Świętych Apostołów Piotra i Pawła w Obrazowie
- Kaplica Bł. Karoliny Kózkówny w Węgrcach